# Turó de Montoriol
El Turó de Montoriol és una muntanya de 272 metres que es troba al municipi de Lloret de Mar, a la comarca de la Selva.